# Half-Breed
Half-Breed (en español: Media Casta) es el décimo álbum de estudio de la cantante estadounidense Cher, fue lanzado en 1973 a través de MCA Records. La RIAA certificó el álbum con un disco de oro el 4 de marzo de 1974,.

## Información del álbum
Half-Breed fue lanzado en 1973, a través de MCA Records, siendo la segunda producción de la cantante con esta compañía. El álbum fue producido por Snuff Garrett, tras el éxito de Gypsys, Tramps & Thieves dos años atrás.
Para esta producción, Cher grabó covers de algunos artistas muy populares de la época, entre ellos: Bee-Gees, con “How Can You Mend a Broken Heart”, The Beatles, con “The Long and Winding Road” y Paul McCartney, con “My Love”. David Paich compuso “David's Song” especialmente para el álbum y Cher re-versionó la canción “Ruby Jean & Billie Lee” de Seals & Crofts, con el nuevo título de “Chastity Sun”.
En 1999, esta producción se relanzó en una recopilación especial llamada Half Breed/Dark Lady, que también contiene las canciones del decimoprimer álbum de estudio de la cantante, Dark Lady. Durante esos años, otras compañías discográficas relanzaron este álbum con el título de Half Breed (sin el guion en el medio), pero estas versiones resultaban ser recopilaciones de canciones de otros álbumes como Foxy Lady, Gypsys, Tramps & Thieves y Dark Lady.

## Lista de canciones
Lado A
1. "My Love" (Paul McCartney, Linda McCartney) – 3:36
2. "Two People Clinging To A Thread"  (Sklerov, Lloyd) – 2:43
3. "Half-Breed" (Mary Dean, Al Capps) – 2:47
4. "The Greatest Song I Ever Heard" (Holler) – 2:50
5. "How Can You Mend A Broken Heart?" (Gibb, Gibb) – 3:24
6. "Carousel Man" (Johnny Durrill) – 3:05

Lado B
1. "David's Song" (Paich) – 3:28
2. "Melody"  (Crofford, Garrett) – 2:36
3. "The Long and Winding Road" (John Lennon, Paul McCartney) – 3:14
4. "This God-Forsaken Day" (Segal) – 2:46
5. "Chastity Sun" (Seals, Crofts) – 4:16

## Créditos
Personal
- Cher - voz principal

Producción
- Snuff Garrett - productor discográfico
- Al Capps - arreglo musical
- David Paich  - arreglo musical
- Lennie Roberts - ingeniero de sonido

## Listas de popularidad
| Lista (1973)          | Posición más alta |
| --------------------- | ----------------- |
| EE. UU. Billboard 200 | 28                |